# Neu Ulm Challenger 1983
Il Neu Ulm Challenger 1983 è stato un torneo di tennis facente parte della categoria ATP Challenger Series nell'ambito dell'ATP Challenger Series 1983. Il torneo si è giocato a Nuova Ulma in Germania dal 25 luglio al 31 luglio 1983 su campi in terra rossa.

## Vincitori

### Singolare
Tomáš Šmíd ha battuto in finale  Trevor Allan con il punteggio di 7–5, 6–4

### Doppio
Heinz Günthardt /  Balázs Taróczy hanno battuto in finale  Andrew Jarrett /  Jonathan Smith con il punteggio di 6–2, 6–4